# Profound Mysteries II
Profound Mysteries II è il settimo album in studio del duo musicale norvegese Röyksopp, pubblicato nel 2022.

## Tracce
1. Denimclad Baboons – 3:43
2. Let's Get It Right – 5:05
3. Unity – 5:04
4. Oh, Lover – 6:13
5. Sorry – 4:59
6. Control – 6:13
7. It Was a Good Thing – 4:12
8. Remembering the Departed – 3:49
9. Tell Him – 5:26
10. Some Resolve – 6:42